# Tony Watt
Anthony „Tony” Watt (ur. 29 grudnia 1993) – szkocki piłkarz grający na pozycji napastnika w Heart of Midlothian, do którego jest wypożyczony z Charltonu Athletic.

## Kariera klubowa

### Airdrie United
Watt zaczął karierę w drużynie Airdrie United w 2009 roku na poziomie U-17, gdy wywarł wielkie wrażenie w meczu testowym. Wcześniej nie grał w żadnym klubie. Do pierwszego składu przedarł się w sezonie 2010/11. 24 lipca 2010 roku zadebiutował w meczu przeciwko Ayr United w Challenge Cup. 7 sierpnia 2010 zadebiutował w lidze przeciwko East Fife. Trafił bramkę, a mecz zakończył się remisem 3-3. W drużynie Airdrie United zagrał 19 razy i trafił 3 bramki.

### Celtic
Po odbyciu testów w Rangers i Liverpoolu, 4 stycznia 2011 roku podpisał kontrakt z Celticiem. Klub z Glasgow zapłacił za niego 80 tysięcy funtów, a dodatkowo po wypełnieniu warunków kontraktu klub otrzyma kolejne pieniądze. Piłkarz podpisał trzyletni kontrakt.
22 kwietnia 2012 roku zadebiutował w Celticu, gdy wszedł na boisko w 59 minucie meczu z Motherwell. Po pięciu minutach od wejścia na boisko trafił dwie bramki, a jego klub wygrał 3-0. 25 sierpnia 2012 pierwszy raz zagrał od pierwszych minut i trafił dwie bramki w wygranym 4-2 wyjazdowym spotkaniu z Inverness. 7 listopada 2012 roku zadebiutował w Lidze Mistrzów w meczu przeciwko Barcelonie wchodząc z ławki rezerwowych, po kilku minutach zdobył gola pieczętującego zwycięstwo swojej drużyny.
W 2014 roku przeszedł do klubu Standard Liège. W 2015 przeszedł do Charltonu Athletic. Był z niego wypożyczany kolejno do: Cardiff City, Blackburn Rovers i Heart of Midlothian.

## Kariera reprezentacyjna
12 maja 2011 roku zadebiutował w barwach reprezentacji Szkocji U-19, w przegranym 1-0 spotkaniu z reprezentacją Danii. Pierwszego gola trafił 23 września 2011 przeciwko Walii.
W sierpniu 2012 roku zadebiutował w reprezentacji U-21.